# 国鉄タサ4100形貨車
国鉄タサ4100形貨車（こくてつタサ4100がたかしゃ）は、かつて日本国有鉄道（国鉄）及び1987年（昭和62年）4月の国鉄分割民営化後は日本貨物鉄道（JR貨物）に在籍した私有貨車（タンク車）である。

## 概要
本形式は液化アンモニア専用の20t積タンク車として1956年（昭和31年）11月30日から1964年（昭和39年）2月6日にかけて142両（タサ4100 - タサ4241）が日本車輌製造、富士車輌、三菱重工業の3社にて製作された。
本形式の他に液化アンモニアを専用種別とする形式は、タ520形（2両）、タ550形（5両）、タ580形（30両）、タ2800形（3両）、タム5800形（19両）、タサ5800形（2両）、タキ4100形（2代）（44両）、タキ18600形（128両）の8形式がある。
落成当時の所有者は、日本瓦斯化学工業、旭化成工業、東洋レーヨン、東洋高圧工業、三井物産、日産化学工業、東亞合成化学工業、三菱化成工業、住友商事、東海瓦斯化成、東北肥料、安宅産業、三菱商事、日東化学工業、カクタス化成の15社である。
その後1969年（昭和44年）4月22日から同年10月21日にかけて3両（タサ4239、タサ4130、タサ4134）の専用種別変更改造（液化アンモニア→液化モノメチルアミン）が日本車輌製造にて行われ、形式名は新形式であるタサ5900形とされた。
1979年（昭和54年）10月より化成品分類番号「毒燃(G)26・3」（毒性の物質、燃焼性の物質、高圧ガス、毒性のあるもの、可燃性のもの）が標記された。専用種別の「液化アンモニア」と化成品分類番号の「燃」は赤色で標記されている。更にタンク体右側形式番号上に「連結注意」が標記された。
塗色は、白であり、全長は15,400mm、全幅は2,420mm、全高は3,855mm、台車中心間距離は11,300mm、実容積は37.5m3-38.0m3、自重は29.5t - 32.0t、換算両数は積車5.0、空車3.0、最高運転速度は75km/h、ベッテンドルフ式のTR41Cである。
1987年（昭和62年）4月の国鉄分割民営化時には6両（タサ4195、タサ4205 - タサ4207、タサ4240、タサ4241）の車籍がJR貨物に継承され、1990年（平成2年）2月に最後まで在籍した三井東圧化学所有車5両（タサ4205 - タサ4207、タサ4240、タサ4241）が廃車となり同時に形式消滅となった。